# 青蜂俠 (廣播劇)
《青蜂俠》（英語：The Green Hornet）是一齣美國廣播劇，自1936年1月31日起在底特律WXYZ電台播出。節目是由電台的部份持有人George W. Trendle、廣播劇作家Fran Striker、電台總監James Jewell聯手製作。
雷布利及其化身青蜂俠當初由Al Hodge聲演，後來的聲演者還包括Donovan Faust、Bob Hall、Jack McCarthy。其私人助手加藤原本由Tokutaro Hayashi（Raymond Toyo／Raymond Hayashi）聲演，其後主要由Roland Parker負責，後期則由Michael Tolan演出。

## 故事及人物
雷布利是《每日前哨報》的出版人，他的私人近身助手是加藤，加藤同時充當他的司機和保鑣，更是一名機械技師。他的女秘書Lenore "Casey" Case在雷布利未接手報社前已經是其父親雷丹的秘書。前警員Mike Axford原本是雷丹為雷布利聘請的保鑣，後來憑藉其警隊內的人脈，當上了《每日前哨報》的記者，致力調查青蜂俠的真正身份。
雷布利在晚上裝扮成「青蜂俠」，與加藤一起戴上面具，駕駛其座駕「黑美人」（Black Beauty）外出對付犯罪分子。他倆在公眾眼中是城中惡行昭彰的壞人，但實際上他們利用這個角色去打擊所謂的競爭對手，及收集情報，在擊敗了罪犯後，把罪犯留下讓警方逮捕。
青蜂俠的座駕「黑美人」及其專用的迷暈鎗，都是由加藤製造。
青蜂俠雷布利是Trendle和Striker之前所創的另一個俠客人物「獨行俠」（The Lone Ranger，直譯「孤身巡警」）的姪孫。雷布利的父親雷丹（Dan Reid）是獨行俠的兄弟雷丹尼隊長（Captain Daniel Reid）的兒子。雷丹尼是德州巡警隊長。